# Gwātar Bay
Gwātar Bay är en vik i Iran, på gränsen till Pakistan. Den ligger i den sydöstra delen av landet, 1 500 km sydost om huvudstaden Teheran.